# 維琴察車站

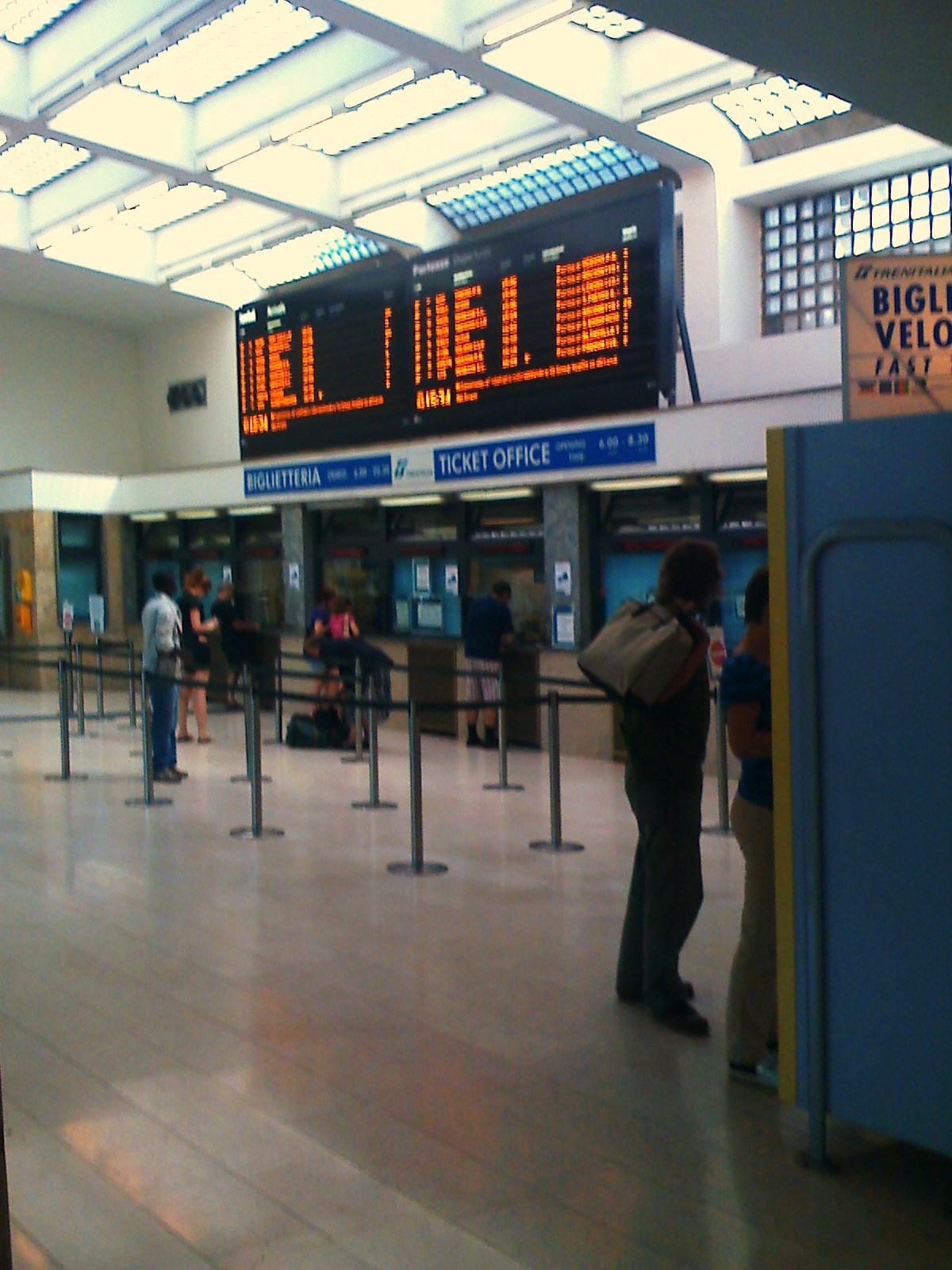
車站內部

維琴察車站（義大利語：Stazione di Vicenza）是意大利威尼托大區維琴察的主要鐵路車站，於1846年啟用，是米蘭－威尼斯鐵路的一部分；目前由義大利國家鐵路的子公司義大利鐵路網管理。每年有約770萬人次旅客利用。